# Куса
Куса́ — місто (з 1943, до 1943 селище Кусинський завод) в Росії, адміністративний центр Кусинського району Челябінської області, засноване в 1778 році.

## Назва міста
Назва міста, швидше за все, походить від назви однойменної річки Куса. Пояснення гідроніми «Куса» зазвичай дається з башкирської мови: «күсеү - кочувати, переходити з місця на місце», тобто по цій річці зручно кочувати. Але фахівцями така версія вважається не дуже переконливою.
Можливі й іранські коріння слова: «куча - селище», так як в деяких башкирських діалектах «ч» замінюється на «с». Топонім Куяа (Куса) зустрічається в Башкортостані.

## Географія
Знаходиться в місці злиття річок Куса і Ай за 180 км від Челябінська. Був пов'язане залізничним сполученням з Транссибірською магістраллю по гілці Бердяуш - Дружиніно, але єдиний приміський поїзд був скасований у вересні 2012 року.

## Історія
У 1778 році, біля злиття річок Куса і Ай, у період розвитку гірничозаводської промисловості на Південному Уралі був заснований «Кусинський чавуноплавильний і залізоробний завод». Первісною продукцією заводу були метали, найпростіші знаряддя праці, приладдя для сільського господарства і заводського будівництва - скоби, гаки, засуви, обручі, сокири, полози тощо. Сюди з Златоусту переселили 50 кріпаків селян. Під керівництвом майстрів вони почали будувати селище і дерев'яну греблю через р. Кусу. Цей рік і прийнято вважати роком заснування міста Куса. Протягом дев'ятнадцятого сторіччя завод виготовляв чавун, боєприпаси, тонкостінне посудне лиття, гарнітуру для побутових печей. Художнє литво заводу відрізнялося нагородами на всесвітніх виставках у Копенгагені, Чикаго, Стокгольмі (срібна медаль в 1897 р), Парижі, Глазго, Льєжі, Мілані (золота медаль в 1906 р) і Санкт-Петербурзі. Донині кусинці конкурують з каслинцями, які спеціалізуються на чавунному лиття, у тому числі і художньому. Є музей художнього лиття.

## Населення
| 1931    | 1939    | 1959    | 1967    | 1970    | 1979    | 1989    |
| ------- | ------- | ------- | ------- | ------- | ------- | ------- |
| 13 300  | ▲13 800 | ▲21 753 | ▲22 000 | ▼21 155 | ▲21 926 | ▲22 606 |
| 1992    | 1996    | 1998    | 2002    | 2003    | 2005    | 2006    |
| ▲22 800 | ▼22 100 | ▼21 700 | ▼20 316 | ▼20 300 | ▼19 600 | ▼19 300 |
| 2007    | 2008    | 2009    | 2010    | 2011    | 2012    | 2013    |
| ▼19 200 | ▼19 187 | ▼18 905 | ▼18 792 | ▼18 779 | ▼18 559 | ▼18 278 |
| 2014    | 2015    | 2016    | 2017    |         |         |         |
| ▼17 941 | ▼17 758 | ▼17 521 | ▼17 368 |         |         |         |